# Oton I. Ortenburški
Oton I. Ortenburški (* ~1078 † 1147) je izhajal iz družine  Ortenburških grofov, ki so bili koroška plemiška rodbina, ki je izhajala iz lurnske grofije, katere del je bilo tudi posestvo in grad Ortenburg v bližini naselja Baldramsdorf pri Špitalu ob Dravi.

## Življenje
Otonov oče lurnski grof Adalbert, vicedom (nem.: Viztum) brižinskih/freisinških škofov v Lurnu, je pričel zgodovina rodbine s poroko z Berto iz Diessena (Bavarska) Andeško grofico leta 1070. Grad Ortenburg je Otonov oče verjetno začel graditi okoli leta 1090. Gradnjo gradu je leta 1140 dokončal sin Oton, ki se kot priča prvič pojavi leta 1118 v listini Šentpavelskega samostana kot "Otto de Ortenburch". Med letoma 1124 in 1147 je v listinah večkrat omenjen Ortenburški grof Oton I.  
Okrog leta 1102 je koroški mejni grof Ulrik II. iz rodu Weimar-Orlamünde  grofu Otonu svojemu vazalu podaril svojo alodialno posest na južni strani Karavank in gornji Savski dolini, ob posesti Briksenskih škofov s centrom na Bledu.  Podeljeno ozemlje so Ortenburžani obvladovali iz kasneje zgrajenih dveh gradov: z gradu Kamen pri Begunjah in Lipniškega gradu (nemško Waldenberg) pri Radovljici.

## Družina in potomci
Oton je imel mlajšega brata Ulrika (Ulrik I. Ortenburški), ki se je podal v duhovniški poklic in bil oglejski naddiakon. Otonova žena je bila grofica Neža Turjaška, hči grofa  . V zakonu sta imela tri sinove in hčerko:
- Henrik I.   grof Ortenburški (* ~1120 † 1192), ∞ Rihca grofica Hohenburg
- Oton II. »Božja milost«, grof Ortenburški (* ~1138 † ~1197) ∞ Brigida Vovbrška
- Herman I. grof Ortenburški (* ~1136; † 1200), protiškof Krške škofije, koroški naddiakon
- Gertruda Ortenburška, * ~1134 † 1199, nuna, opatinja samostana Šentjurij ob Dolgem jezeru na Koroškem

| Oton I. Ortenburški Ortenburški grofjeRojen: ok. 1078 Umrl: 1147 |                              |                      |
| Predhodnik: Adalbert I. Ortenburški                              | Ortenburški grof 1098 – 1147 | Naslednik: Henrik I. |